# Susebek
La Susebek és un afluent a la dreta de l'Alster a Hamburg a Alemanya.
Neix a un aiguamoll a la reserva natural Hummelsbütteler Moore i desemboca 5 km més al sud a l'Alster.

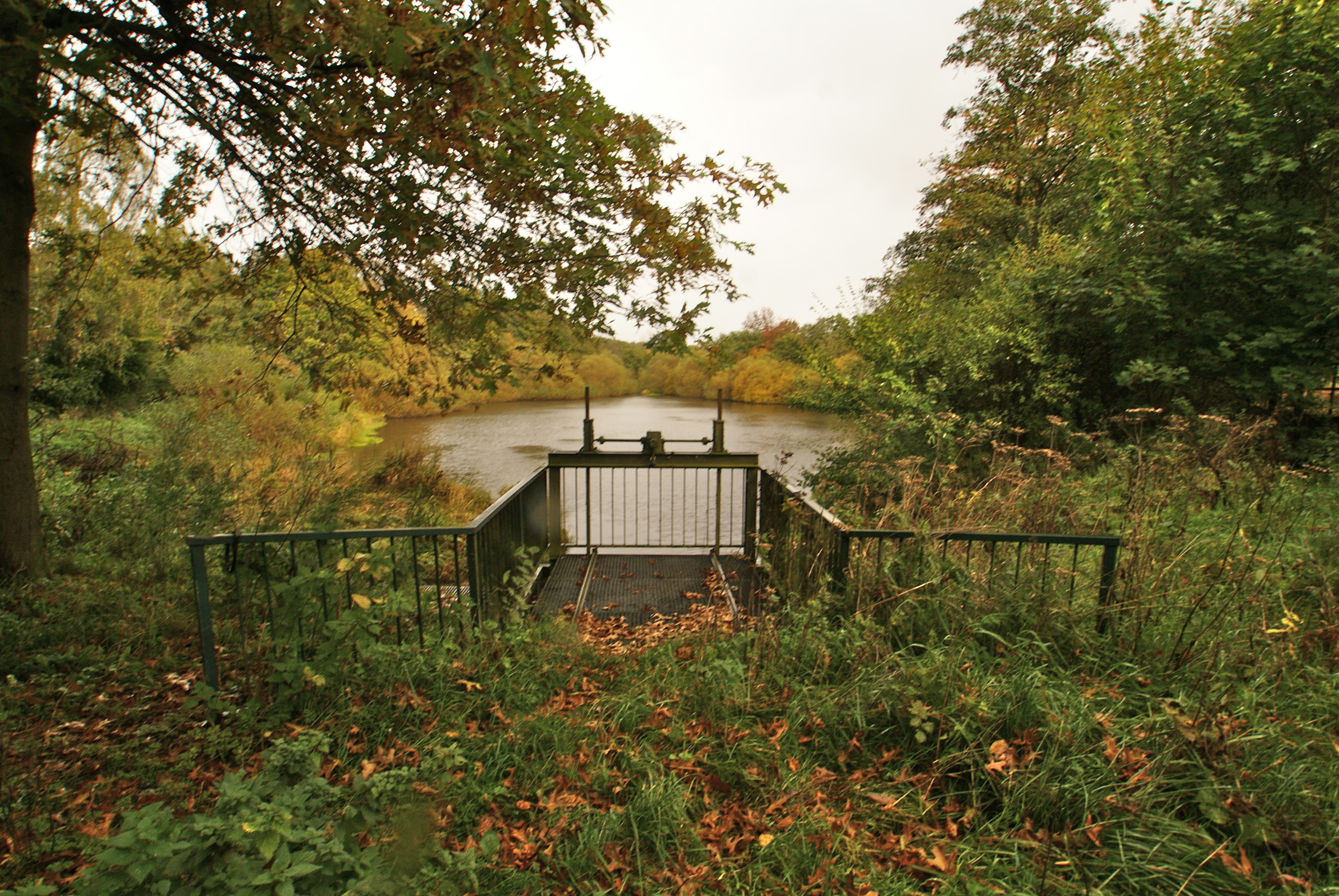
L'estany del Karpendiek i la resclosa

Des de l'estany Karpendiek fins al carrer Hohenbarg s'ha creat un sender per passejants i ciclistes. La darrera part del riu i l'aiguamoll-font no són pas accessibles formen una zona protegida.
La flora al marge del riu comprèn, entre d'altres, eriophorum, narthecium ossifragum, el cucut de rec, oxycoccus, dròsera i senill. Al rec i als estanys viu el lluç de riu, l'anguila, el peix blanc, el leucaspius delineatus, la madrilleta vera, el gardí, el pèrcid i la brema, que fan el goig dels pescadors esportius.
Com ho és el cas per a tots els afluents majors de l'Alster, el riu va donar el seu nom a un dels Alsterdampers, els transbordadors per a vianants als rius navegables d'Hamburg.

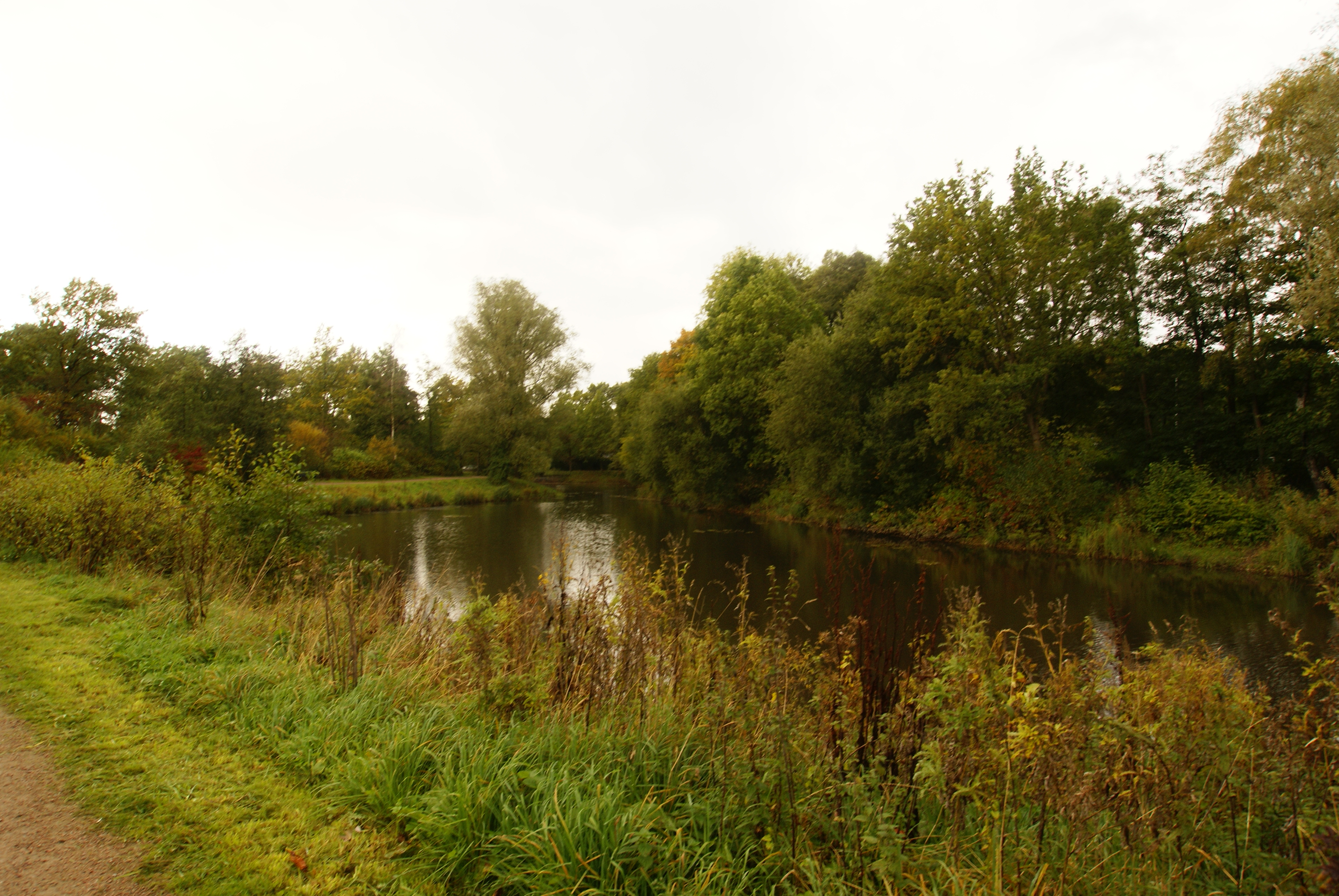
Estany a prop del carrer Grützmühlenweg
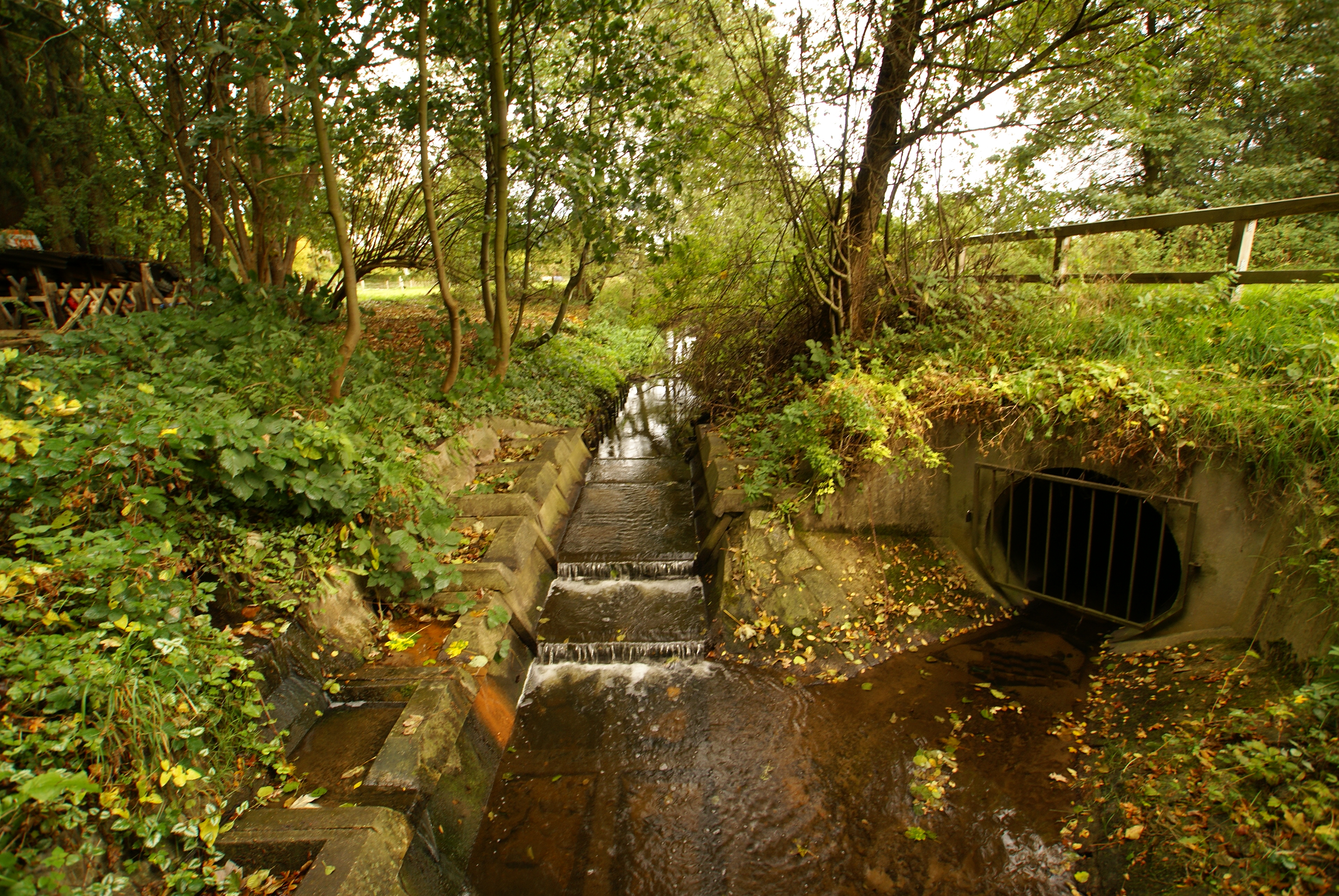
Unes restes d'obra de canalització del riu
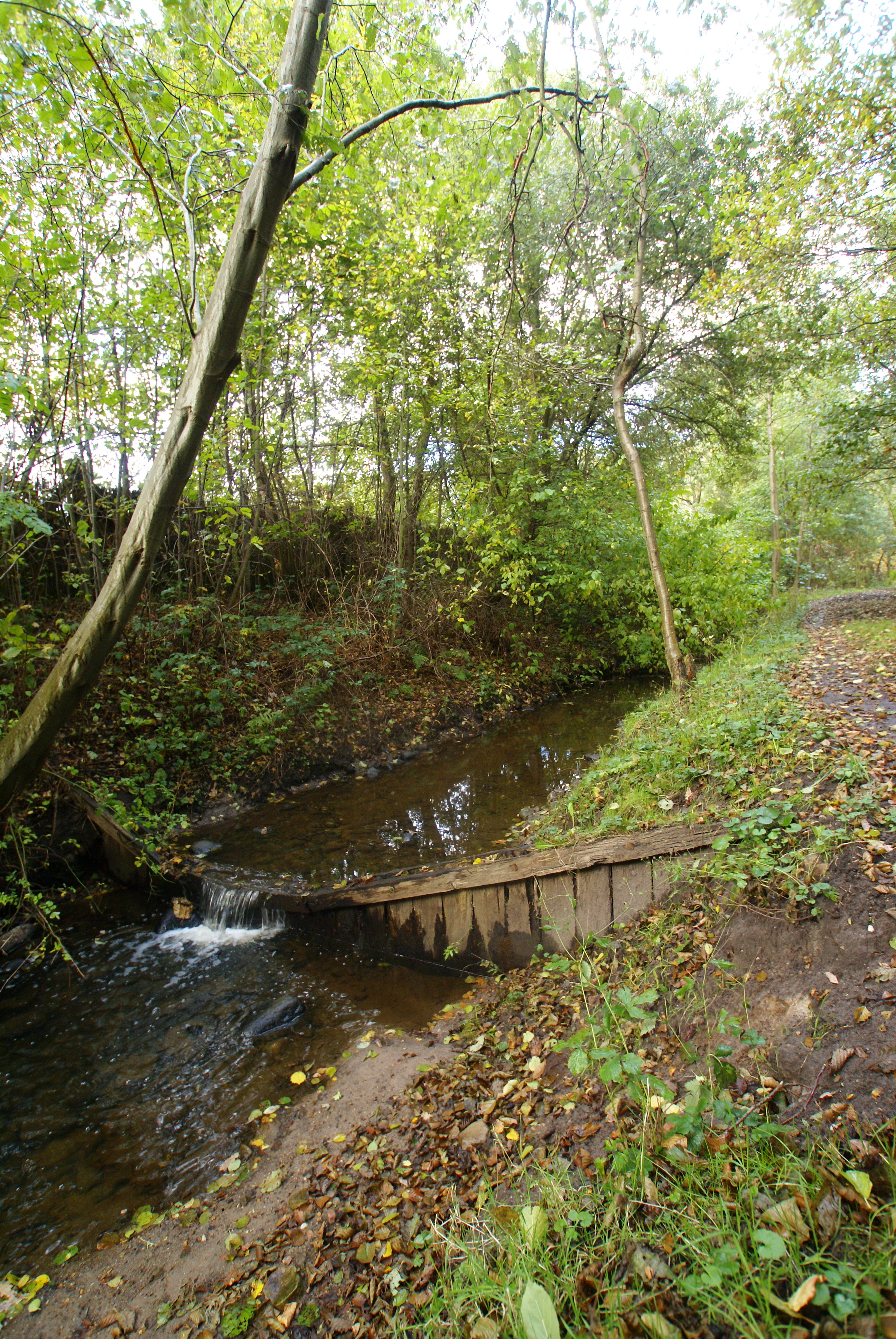
El riu renaturalitzat
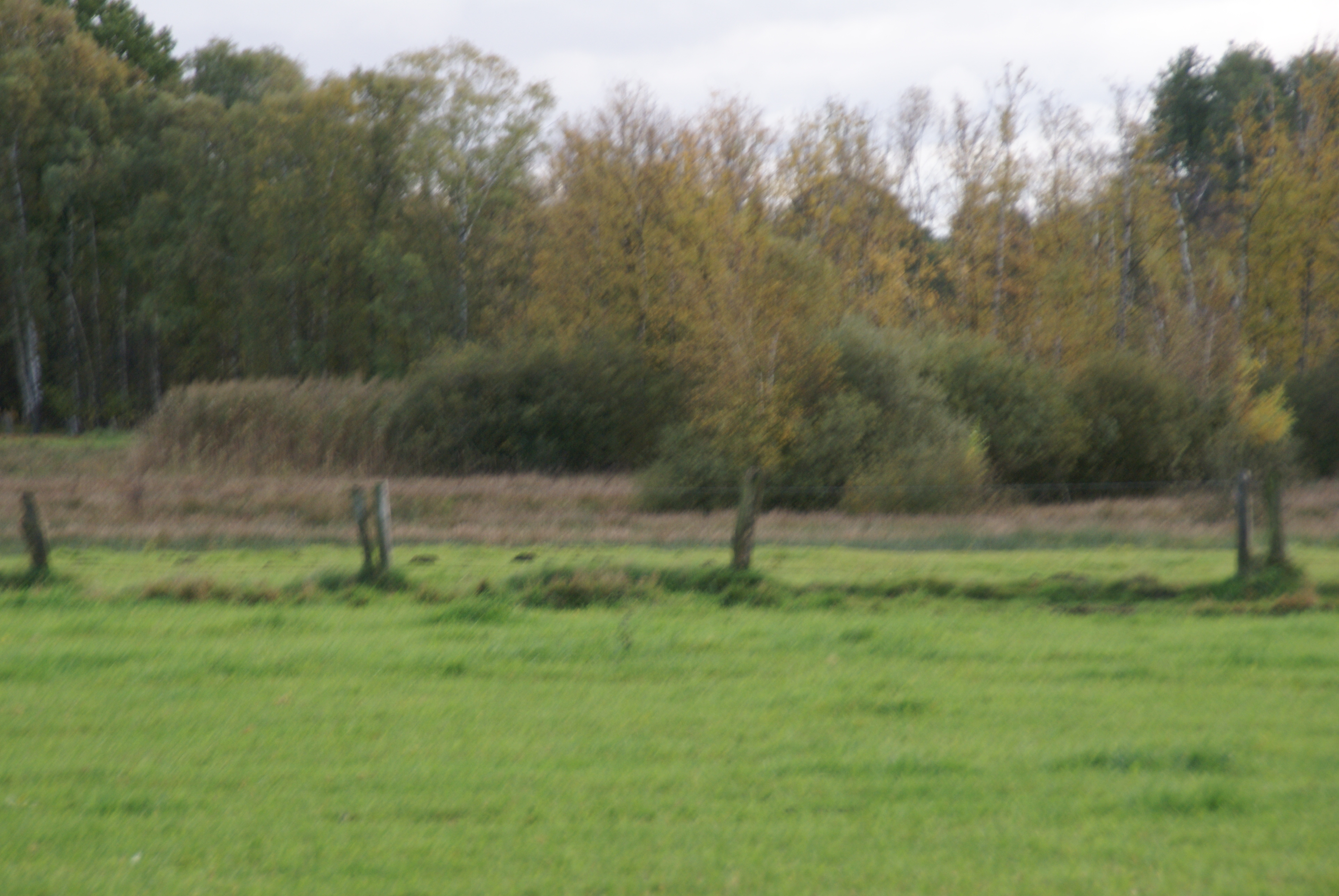
L'aiguamoll de l'Ohlkuhlenmoor on neix la Susebek

## Etimologia
Segons H. Bahlow, el prefix pregermànic Suse significaria aiguamoll, un mot que hom retrobaria al nom del riu Suse a la serralada de l'Harz. La Susebek significaria doncs bek (rec) de l'aiguamoll.